# Ambachtsland (sneltramhalte)
Ambachtsland is een sneltramhalte van de Rotterdamse metro in het westen van de wijk Zevenkamp. De halte wordt bediend door metrolijn B. De halte bestaat uit twee perrons, die door middel van een tunnel onder de sporen met elkaar verbonden zijn. Het zuidelijke perron geeft direct toegang tot het winkelcentrum Ambachtsland. Er bevinden zich geen tourniquets op dit station. Het station ligt tussen station Nieuw Verlaat en station De Tochten.
De metro's die hier komen hebben als eindbestemming Steendijkpolder/Hoek van Holland Strand en Nesselande. De laatste metro's rijden niet verder dan station Rotterdam Alexander (richting Hoek van Holland).
In 2005 werd de halte gemoderniseerd en kreeg het de nieuwe huisstijl die op alle metrostations van de RET te zien is.

## Foto's

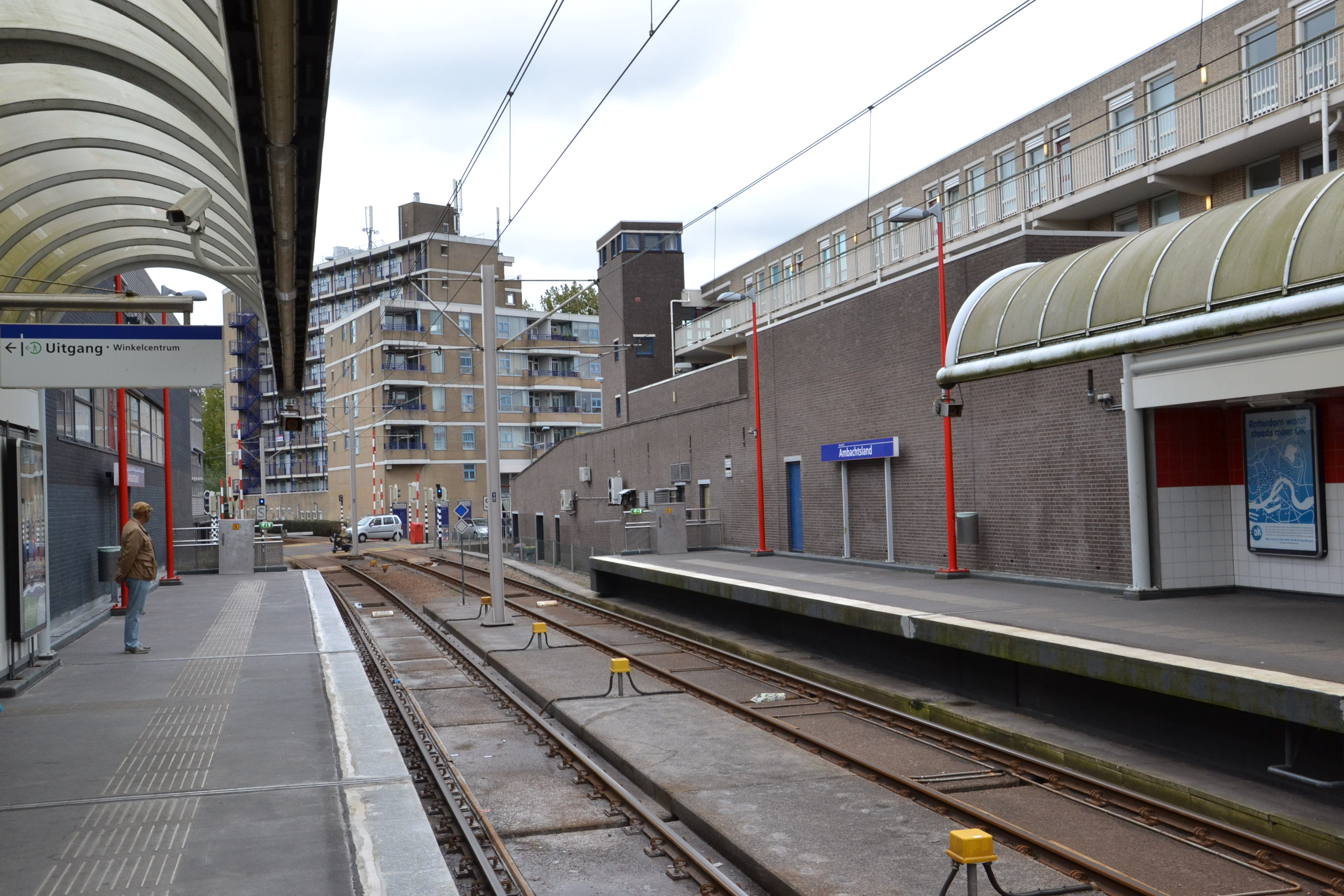
Het station midden tussen de bebouwing.
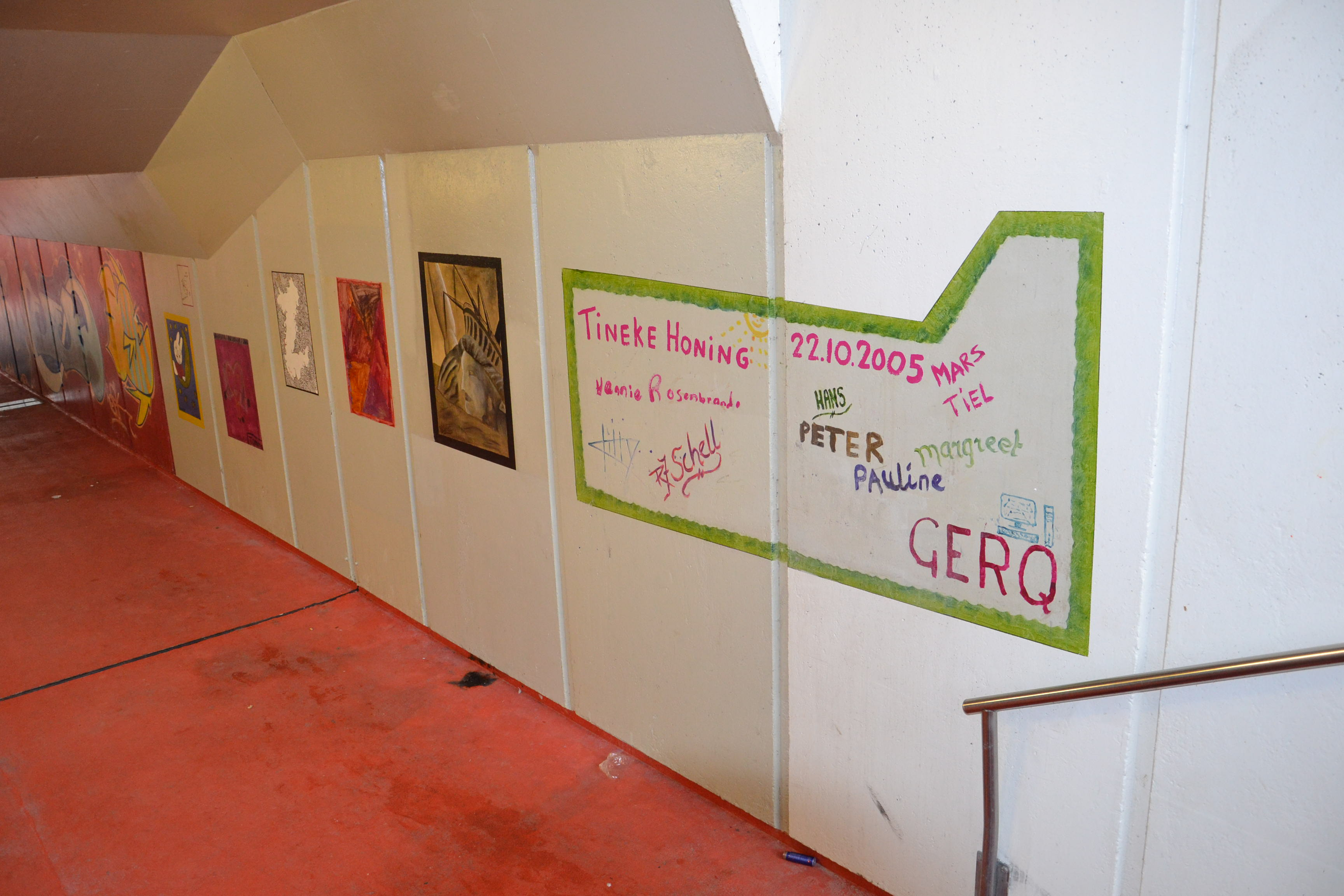
Muurschilderingen in de tunnel van het station.
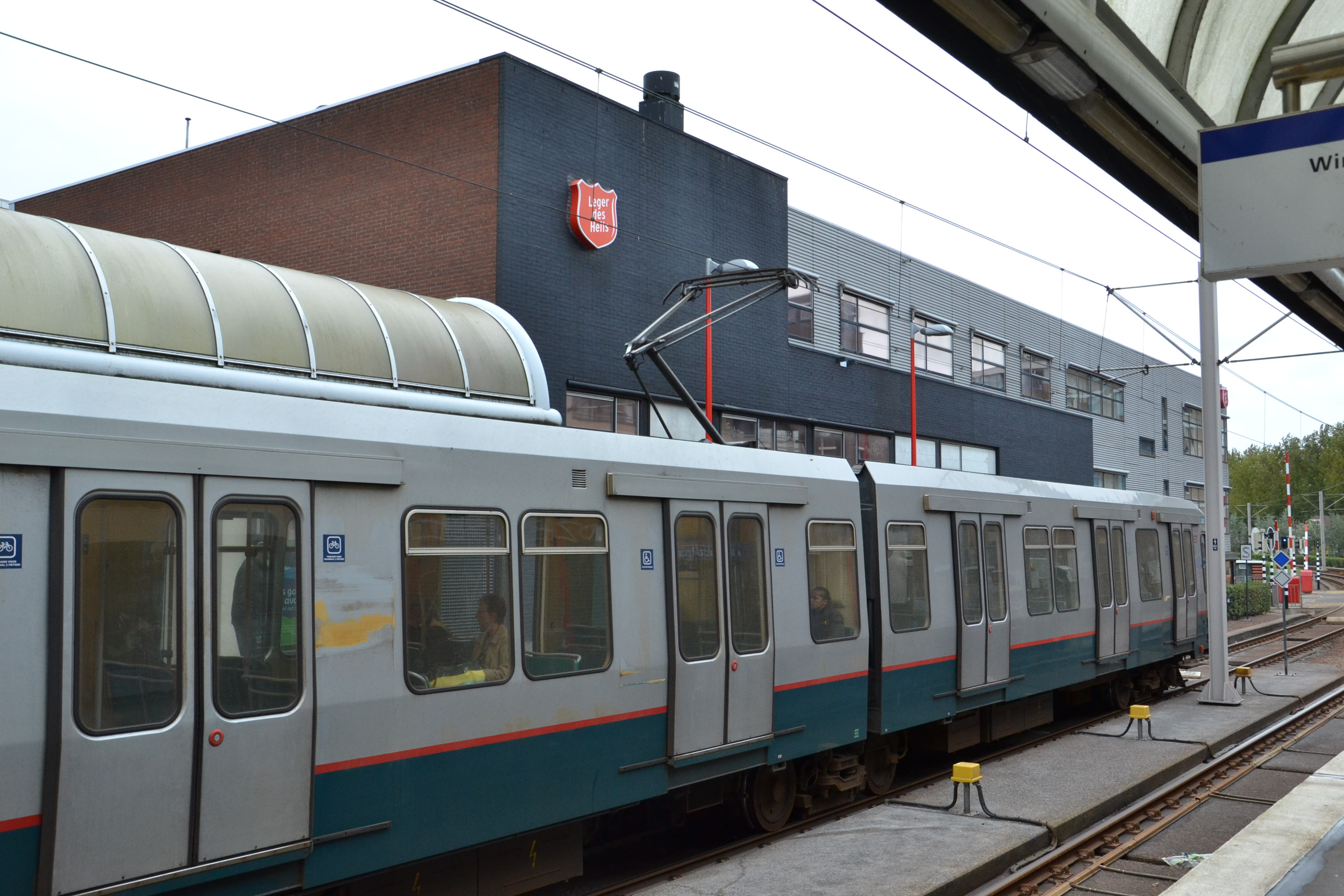
Leger des Heils, bijna op het station.

Nesselande · De Tochten · Ambachtsland · Nieuw Verlaat · Hesseplaats · Graskruid · Alexander  · Oosterflank · Prinsenlaan · Schenkel · Capelsebrug · Kralingse Zoom · Voorschoterlaan · Gerdesiaweg · Oostplein · Blaak  · Beurs · Eendrachtsplein · Dijkzigt · Coolhaven · Delfshaven · Marconiplein · Schiedam Centrum  · Schiedam Nieuwland · Vlaardingen Oost · Vlaardingen Centrum · Vlaardingen West · Maassluis Centrum · Maassluis West · Steendijkpolder · Hoek van Holland Haven · Hoek van Holland Strand